# Otto Herbig (Maler)
Otto Herbig (* 31. Dezember 1889 in Dorndorf; † 13. Juni 1971 in Weilheim in Oberbayern) war ein deutscher Maler und Lithograph des Expressionismus und in der DDR Hochschullehrer.

## Leben und Werk
Otto Herbig, ab 1900 in Jena, hatte ersten Zeichenunterricht bei Erich Kuithan an der dortigen Carl-Zeiß-Schule. 1909 bis 1911 besuchte er die Akademie in München. 1911 bis 1912 war er Schüler von Lovis Corinth in Berlin und Albin Egger-Lienz. 1912 bis 1913 studierte er an der Kunstschule in Weimar, wo er Rudolf Wacker, Ernst Penzoldt und Otto Pankok begegnete. 1914 bis 1918 leistete er im Zuge des Ersten Weltkriegs Sanitätsdienst in Frankreich und Flandern (Oostende), zusammen mit Erich Heckel, Anton Kerschbaumer und Max Kaus. Dort lernte er auch James Ensor kennen.
1919 übersiedelte er nach Berlin und heiratete seine erste Frau, die 1926 verstarb. Er befreundete sich mit Otto Mueller und Karl Schmidt-Rottluff, mit denen er gemeinsame Ausstellungen hatte. 1928 starb sein Sohn Tyl; Herbig heiratete in diesem Jahr zum zweiten Mal, Elsbeth (Elisabeth) Mueller (geborene Lübke), die geschiedene zweite Frau von Otto Mueller. Nach mehreren Italienaufenthalten zog er 1933/1934 zurück nach Berlin.
Herbig war Mitglied des Deutschen Künstlerbunds und in der Zeit des Nationalsozialismus der Reichskammer der bildenden Künste. Für diese Zeit ist seine Teilnahme an 18 Gruppenausstellungen und eine Einzelausstellung sicher belegt. 
1937 wurden im Rahmen der deutschlandweiten konzertierten Aktion „Entartete Kunst“ Bilder Herbigs, die nicht dem nazistischen Kunstkanon entsprachen, aus dem Hessischen Landesmuseum Darmstadt, dem Kestner-Museum Hannover, dem Museum für Kunst und Heimatgeschichte Erfurt, dem Museum Folkwang Essen, der Kunstsammlung der Universität Göttingen, dem Schlossmuseum Weimar, dem Provinzialmuseum Hannover, der Staatlichen Kunstsammlung Kassel, der Städtischen Galerie Nürnberg und aus Berliner Stadtbesitz beschlagnahmt.
1946 erhielt Herbig eine Professur an der Staatlichen Hochschule für Baukunst und bildende Künste in Weimar. Er bewohnte dort das Haus Henneberg. 1948 nahm er in Weimar an der Ausstellung „Künstler schaffen. 1945–1948“ teil. 
1955 wurde er emeritiert; er lebte und arbeitete in seinem Haus in Kleinmachnow bei Berlin, bis er 1963 aus der DDR nach Weilheim in Oberbayern übersiedelte.
Herbig malte Landschaften, Blumenstücke, Kinderbilder und Bildnisse als Ölgemälde, vor allem aber in expressionistisch-leuchtenden Pastellfarben. Zu seinen Werken gehören unter anderem Kleine Madonna, Knabe am Weihnachtstisch oder Blütenzweig. Seine Arbeiten wurden unter anderem in der Neuen Nationalgalerie, im Brücke-Museum Berlin sowie im Lübecker Museum ausgestellt.
Seine Tochter Sophie Frenzel wurde ebenso Malerin; sie wirkte von 1952 bis 1957.

## Ausstellungen
- 1970: Otto-Richter-Halle, Würzburg